# Elatine rotundifolia
Elatine rotundifolia är en slamkrypeväxtart som beskrevs av Simon Laegaard. Elatine rotundifolia ingår i släktet slamkrypor, och familjen slamkrypeväxter. Inga underarter finns listade i Catalogue of Life.